# Тайлер, Фрэнсис
Фрэнсис Уильям Тайлер (англ. Francis William Tyler; 11 декабря 1904 — 11 апреля 1956) — американский бобслеист, олимпийский чемпион 1948 года среди экипажей-четвёрок.

## Биография
До 1940-х годов Тайлер работал полицейским, позже занялся страховой деятельностью. Выступал за команду «Лейк-Плэсид Сноу Бёрдз», в 1941 году выиграл чемпионат США среди экипажей четвёрок. Спустя 7 лет Тайлер вместе с Биллом д'Амико, Пэтом Мартином и Эдом Римкусом выиграли золотые медали соревнований Олимпийских игр 1948 года в Санкт-Морице.
Известно, что после каждого заезда Тайлер закуривал сигарету, что стало его отличительной чертой. В 1949 году он стал лицом рекламной кампании марки сигарет Camel, за что в 1952 году не был допущен к соревнованиям на Олимпийские игры как заключивший контракт с коммерческой организацией и поехал туда только в качестве тренера.
В 1956 году Тайлер был тренером сборной США на играх в Кортина-д'Ампеццо. Он перенёс грипп и спустя менее чем два месяца скончался от сердечного приступа.